# Insurrection de Prague
Seconde Guerre mondiale
Batailles
Front de l’Est

Prémices :
- Campagne de Pologne
- Guerre d’Hiver

Guerre germano-soviétique :
- 1941 : L'invasion de l'URSS

- Opération Barbarossa

Front nord : 
- Guerre de Continuation
- Opération Silberfuchs
- Siège de Léningrad

Front central : 
- 2e bataille de Brest-Litovsk
- Bataille de Białystok–Minsk
- 1re bataille de Smolensk
- Bataille de Kiev

Front sud : 
- Siège d'Odessa
- Campagne de Crimée

- 1941-1942 : La contre-offensive soviétique

Front nord : 
- Poche de Demiansk
- Poche de Kholm

Front central : 
- Bataille de Moscou

Front sud : 
- Seconde bataille de Kharkov

- 1942-1943 : De Fall Blau à 3e Kharkov

Front nord : 
- Offensive de Siniavino
- Opération Iskra
- Bataille de Krasny Bor
- Opération Poliarnaïa Zvezda

Front central : 
- Opération Mars

Front sud : 
- Bataille du Caucase (opération Fall Blau)
- Bataille de Stalingrad
- Opération Uranus
- Opération Saturne
- Offensive d'Ostrogojsk-Rossoch
- Offensive de Voronej-Kastornoe
- Opération Gallop
- Opération Étoile
- Troisième bataille de Kharkov

- 1943-1944 : Libération de l'Ukraine et de la Biélorussie

Front central : 
- 2e bataille de Smolensk
- Opération Bagration

Front sud : 
- Bataille de Koursk
- Bataille du Dniepr
- Offensive Dniepr-Carpates
- Offensive de Crimée
- Offensive de Lvov-Sandomir

- 1944-1945 : Campagnes d'Europe centrale et d'Allemagne

Allemagne : 
- Offensive Vistule-Oder
- Offensive de Poméranie orientale
- Siège de Breslau
- Offensive de Prusse-Orientale
- Bataille de Königsberg
- Bataille de Seelow
- Bataille de Bautzen
- Bataille de Berlin
- Capitulation allemande

Front nord et Finlande : 
- Guerre de Laponie
- Offensive Leningrad-Novgorod
- Bataille de Narva

Europe orientale : 
- Opération Margarethe
- Insurrection de Varsovie
- Soulèvement national slovaque
- Opération Panzerfaust
- Bataille de Budapest
- Opération Frühlingserwachen
- Offensive de Vienne
- Insurrection de Prague
- Offensive de Prague
- Bataille de Slivice

Front d’Europe de l’Ouest

Campagnes d'Afrique, du Moyen-Orient et de Méditerranée

Bataille de l’Atlantique

Guerre du Pacifique

Guerre sino-japonaise

Théâtre américain
L'insurrection de Prague (en tchèque : Pražské povstání) désigne le soulèvement de la résistance tchèque qui eut lieu entre le 5 mai 1945 et le 8 mai 1945 à Prague, alors en Tchécoslovaquie.

## Contexte
Alors que la bataille de Berlin faisait rage et que le Troisième Reich était sur le point de s'effondrer, la résistance tchèque (plus de 30 000 personnes), voyant là une occasion de libérer la ville du joug nazi, prend les armes contre les Allemands.

## Déroulement

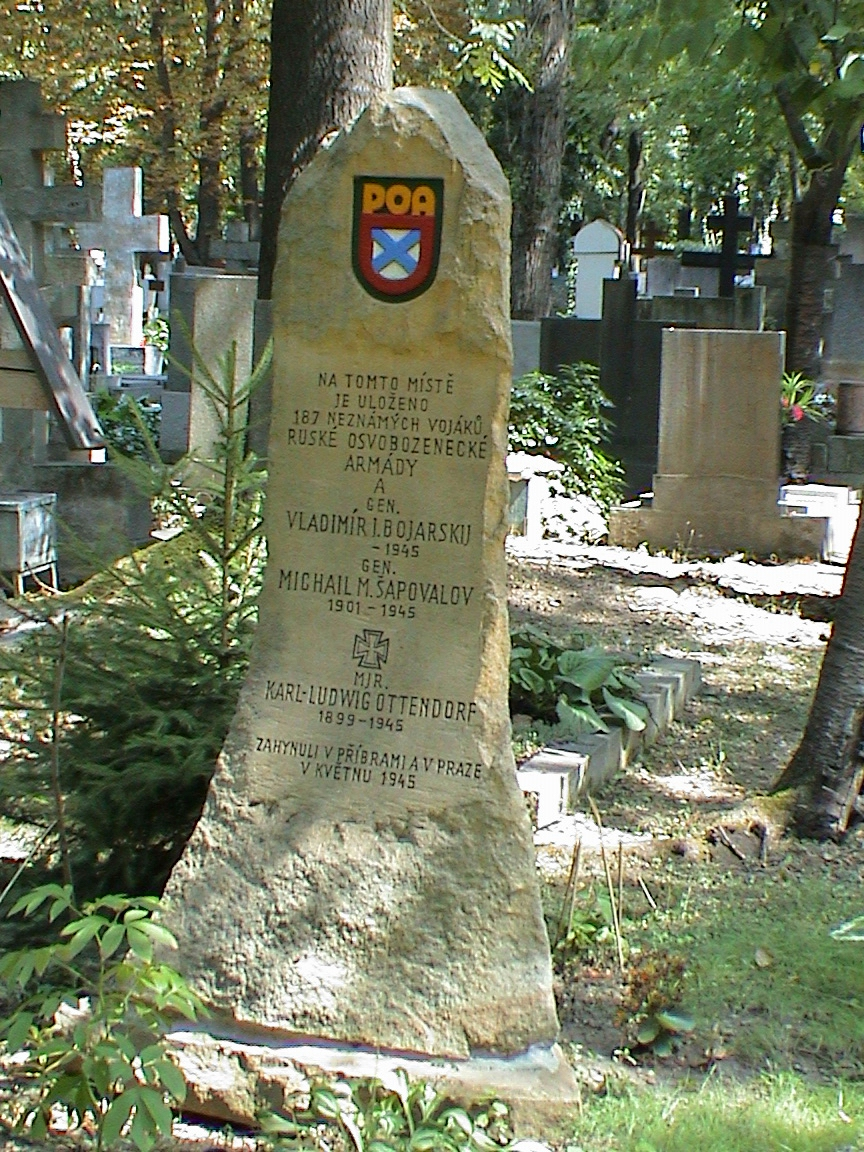
Tombe de deux généraux (Vladimir Lbojarski et Michail M.Sapovalov) de l'Armée Vlassov au cimetière de Prague.

Elle débute par la prise de l'immeuble de radiodiffusion de Prague par la résistance et l'appel à la révolte au peuple tchèque.
Le 7 mai 1945 l'Armée Vlassov, stationnée à Prague et formée de soldats russes incorporés dans l'armée allemande, se retourne contre les Allemands mais est dans l'incapacité de libérer totalement la ville.
Le 8 mai 1945, dépourvue de soutien, la résistance tchèque est amenée à négocier un cessez-le-feu avec les Allemands, qui cherchent à garantir le libre passage de leurs troupes et de leurs civils qui fuient l'avancée de l'Armée rouge.
Le 9 mai 1945, la ville est libérée par les Soviétiques du premier front ukrainien (général Koniev) lors de l'offensive sur Prague.